# James Ord Hume
James Ord Hume (Edinburgh, 14 september 1864 – Londen, 27 november 1932) was een Schots componist, dirigent, musicoloog en kornettist. Voor bepaalde werken gebruikte hij de pseudoniemen: William German, Paul Haake en Lilian Raymond. 

## Levensloop
Ord Hume werd op zestienjarige leeftijd, in 1880, kornettist bij de muziekkapel van de Royal Scots Greys in Dalkeith. In 1890 nam hij ontslag bij dit militaire orkest. Hij had groot interesse in de ontwikkelingen binnen de blaasmuziekwereld. Uit een brief uit 1895 aan de dirigent James Alexander Browne (1838-1914) van de Royal Horse Artillery Band (1870-1878) is gebleken dat hij in 1895 al tot dirigent van de "Band of the 3rd Durham Light Infantry" in Sunderland opgeleid was. Binnen het Britse leger werd hij gevorderd tot de rang van Lieutanant-Colonel. 
Naast zijn werkzaamheden als componist van blaasmuziek werd hij een beroepsbrassbanddirigent en groot initiatiefnemer voor de brassbandbeweging. Als jurylid bij wedstrijden maakte hij zich een grote naam in Groot-Brittannië en daarbuiten. Hij was meerdere jaren in Australië en Nieuw-Zeeland actief als jurylid bij brassbandwedstrijden inclusief de "Ballarat Royal South Street" concoursen van 1902 en 1924. Ord Hume was met de componist Sir Arthur Sullivan goed bevriend en dirigeerde het orkest in het concert dat plaatsvond in 1900 in de Londense Crystal Palace ter hulde aan de grote componist.  
Als componist schreef hij aan de 200 werken. Het spectrum reikt van de vele marsen - waarvan de BB & CF wel het meest bekend is - tot de Bohemian Suite. 

## Composities

### Werken voor harmonieorkest en brassband
- 1900 BB & CF (British Bandsman & Contest Field), mars[1]
- 1900 The Black Horse, mars
- 1904 The Trumpeters Of The Crown, ouverture voor harmonieorkest
- 1907 Manx national songs - Grand selection, voor harmonieorkest
- 1932 Mandora march
- Adjutant
- A la Militaire
- A Nation once again
- An English Home
- Badajoz
- Ballarat City
- Barren Rocks of Aden
- Beauteous Wales
- Blaze Away
- Blichty
- Boadicea
- Boulder City
- Boys from Overseas
- Brigade Camp
- Brigade Major
- Brilliance
- Brilliant March, voor brassband
- Bullfighter
- Butterfly Caprice, voor brassband
- By Right of Conquest
- Campaign
- Champion medley nr.1, voor brassband
- Champion medley nr.2, voor brassband
- Champion medley nr.3, voor brassband
- Changing the Guard
- Chepstow Castle
- Chimes for Joy
- Clear the Road
- Colonel's Parade
- Deepdene
- Diamond Jubilee March
- Divisional Commander
- Edina
- Endure to Conquer
- England our Home
- En Route
- Excelsior
- Fearless
- Field Service
- Fille de Madame Angot
- For King and Empire
- For Valour
- General Buller March
- Gill Bridge
- Giojoso
- Grand Imperial March
- Grove House
- Heavy Artillery
- Hercules
- Homeward
- Impromptu
- In Camp
- In Command

- Invicta
- Jamboree
- Kalgoorlie
- King's Bodyguard
- King's Review
- Knellar Hall
- Laddie in Khaki
- Lads from Overseas
- Land of Hope and Glory
- Left Right
- Lochnagar
- Long Live the King
- Love and Honour
- Lydney Park
- Lynwood
- Men o' Brass
- Merry England
- Misterioso
- M. M.
- Mount Lavinia
- No Repulse
- Norris Hill
- Norworth Castle
- Number One
- Number Two
- O. H. M. S.
- Old Bill
- Old Glory
- Old Nobility
- Olympia
- One of the Best
- On the Road
- Onward
- Oriental
- Our Defenders
- Our Division
- Our Garrison
- Our Glorious Empire
- Ouverture 1911
- Pack up your Troubles
- Pandora
- Pomposo
- Port Lincoln
- Precision
- Quarter Column
- Rajamahendri
- Rajputana
- Rank and File
- Reliance
- Returning Home
- Roll Away Bet, voor brassband
- Rough and Ready
- Royal Artillery
- Royal Dragons
- Royal Record
- Royal Salute
- Romance Bohemian
- Ruardean

- Sabbath Echoes
- Scotland the Brave
- Scouts out
- Second to None
- Silver Sounds
- Silver Trumpets
- Simplicity
- Soldiers of the Entente
- Soldiers of the King
- Soldiers of the Queen
- Soldier's Return
- Song of the Sea
- Sons of the Wild
- Sounds of Victory
- Star of Robbie Burns
- Steel for Steel
- Suite Bohemian
- Talavera
- Teddy O'Neil
- Tender and True
- The Advance Guard
- The Aide De Campe[2]
- The Anglo Oriental March
- The Avenue
- The Bab-el-Mandab March
- The Challenge
- The Carnival fantasie voor fagot en harmonieorkest
- The Conqueror
- The Elephant
- The Escort
- The Flying Squad
- The Front Line
- The King of Denmark's Delight
- The Long Trail
- The Monarch
- The Nom-Com
- The Prairie Flower
- The President
- The Regiment Comes
- The Regiment Passes
- The Retreat
- The Thistle
- The United Service
- The Victor's Return
- The Waveney
- Till the Boys Come Home
- Tintern Abbey
- To the Assault
- To the Fray
- To the Front
- Triton
- Triumphale
- Twentieth Century
- Victory
- Viva Victoria
- When the Boys Come Home
- Wye Valley
- Wyndcliffe
- Yeomen of the Guard

### Kamermuziek
- The Harmonious Blacksmith, voor tuba en piano
- Whangaroa, voor tuba en piano